# Erigonoplus turriger
Erigonoplus turriger är en spindelart som först beskrevs av Simon 1881.  Erigonoplus turriger ingår i släktet Erigonoplus och familjen täckvävarspindlar.
Artens utbredningsområde är Frankrike. Inga underarter finns listade i Catalogue of Life.